# La Tour infernale
Cet article possède des paronymes, voir La Toile infernale, La Tour de contrôle infernale, La Tour Montparnasse infernale et La Tour de cristal infernale.
Pour plus de détails, voir Fiche technique et Distribution.
La Tour infernale (The Towering Inferno) est un film catastrophe américain réalisé par John Guillermin et Irwin Allen, sorti en 1974.
Consacrant le genre cinématographique du film catastrophe après le triomphe du film L'Aventure du Poséidon (1972), La Tour infernale en représente l'exemple le plus marquant de son époque, tant par ses moyens colossaux (deux grands studios, la 20th Century Fox et la Warner Bros., s'étant exceptionnellement associés) que par le réalisme de ses effets spéciaux.
Jusqu'à ce jour, aucune distribution plus prestigieuse ne fut réunie puisqu'aux deux acteurs principaux (alors les mieux payés du monde) Paul Newman et Steve McQueen, le film compte douze grandes vedettes, toutes dans des rôles majeurs. Le scénario du film est l'adaptation par Stirling Silliphant de deux romans : The Tower de Richard Martin Stern et The Glass Inferno de Thomas N. Scortia et Frank M. Robinson.
La distribution comprend, en dehors de McQueen et Newman, Robert Vaughn, William Holden, Faye Dunaway, Fred Astaire, Susan Blakely, Richard Chamberlain, O. J. Simpson, Robert Wagner, Don Gordon, Susan Flannery, Gregory Sierra, Dabney Coleman et, dans son dernier film d'actrice, Jennifer Jones.
Le film est un succès critique et le plus rentable de l'année 1974. Il est nommé dans huit catégories lors de la cérémonie des Oscars 1975 — dont une nomination à l'Oscar du meilleur film —, remportant finalement trois récompenses.
Traduisant symboliquement le malaise sociologique propre aux années 1970, le film et les autres réalisations du même genre qui suivirent constituent un précieux filon jusqu'à Airport 80 Concorde (1979), ainsi qu'une autre production d'Irwin Allen : Le Jour de la fin du monde (1980), également avec Paul Newman et William Holden.

## Synopsis

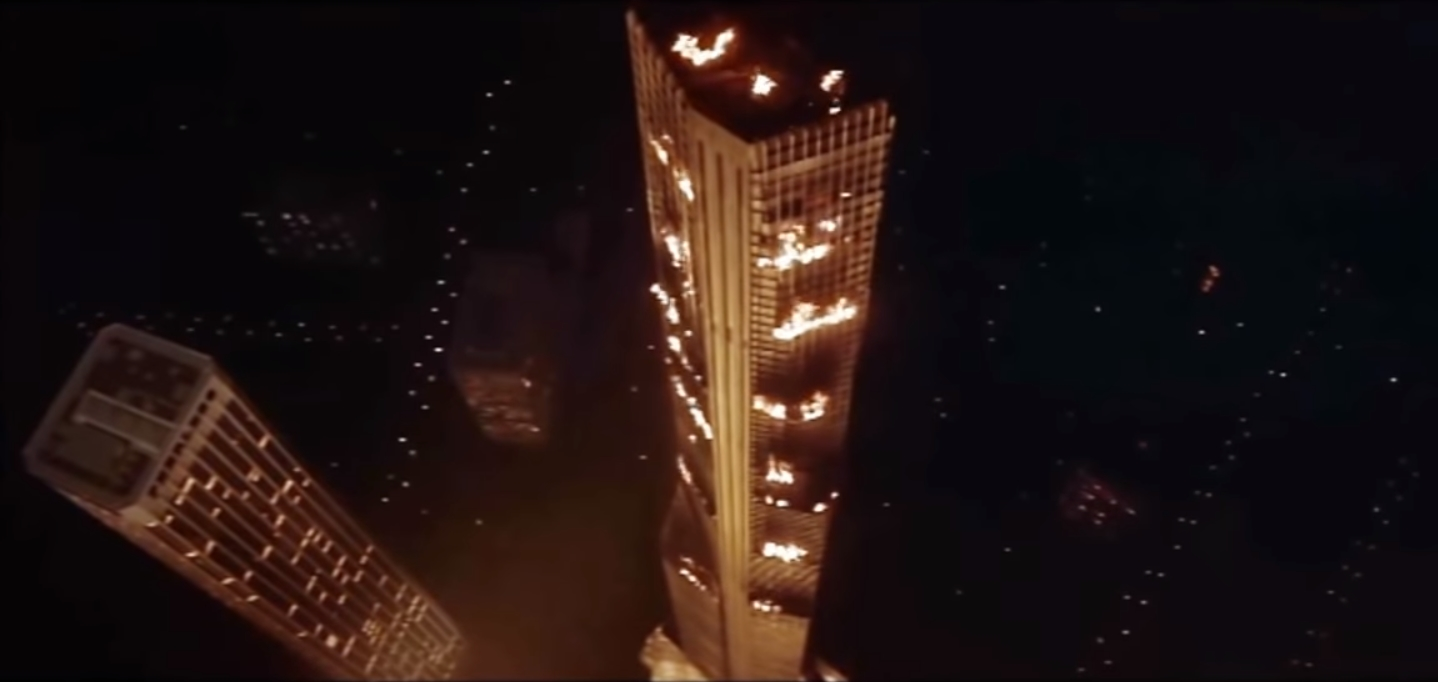
La « Tour de verre » de San Francisco dans le film, en proie aux flammes.

L'architecte Douglas « Doug » Roberts revient à San Francisco pour l'inauguration du plus grand gratte-ciel du monde qu'il a lui-même conçu, la « Tour de verre » (Glass Tower en VO), un édifice d'une taille record avec près de 515 mètres de haut et 138 étages.
Au cours de l'inauguration, un court-circuit se produit dans un local technique au 81e étage, résultant d'un échauffement de câbles électriques non isolés et dont la cause est une installation électrique sous-dimensionnée pour un tel bâtiment (économie d'argent sur la construction par le promoteur, sans tenir compte des recommandations de l'architecte).
Bientôt, un incendie se déclare dans le local technique, au moment même où la cérémonie d'inauguration bat son plein au 135e étage de l'immeuble. Alors que le feu se propage, détruisant tout sur son passage, Michael O'Hallorhan, un colonel du San Francisco Fire Department, arrive sur les lieux et organise le sauvetage des trois cents invités qui se sont retrouvés piégés par les flammes, avec l'aide de l'architecte Doug Roberts.

## Fiche technique
Sauf indication contraire, les informations mentionnées dans cette section peuvent être confirmées par la base de données cinématographiques IMDb,  présente dans la section « Liens externes ».
- Titre français : La Tour infernale
- Titre original : The Towering Inferno
- Réalisation : John Guillermin
- Scénario : Stirling Silliphant, d'après les romans The Tower de Richard Martin Stern et The Glass Inferno de Thomas N. Scortia et Frank M. Robinson
- Décors : William J. Creber (en)
- Costumes : Paul Zastupnevich (en)
- Photographie : Fred Koenekamp, Joseph F. Biroc et Jim Freeman (non crédité)
- Montage : Carl Kress et Harold F. Kress
- Musique : John Williams
  - Chanson We May Never Love Like This Again composée par Al Kasha et Joel Hirschhorn
- Production : Irwin Allen et Sidney Marshall (en)
- Sociétés de production : 20th Century Fox, Warner Bros.
- Sociétés de distribution : 20th Century Fox, Warner Bros.
- Budget : 14 millions de dollars
- Pays de production :  États-Unis
- Langue originale : anglais
- Format : Couleurs (De Luxe) - 35 mm (Panavision) - 2,35:1 (Cinémascope) - Son stéréo magnétique V.O. dans quelques rares salles
- Genre : catastrophe, action, drame, thriller
- Durée : 165 minutes
- Dates de sortie : 
  - États-Unis : 10 décembre 1974 (première à New York), 20 décembre 1974 (sortie nationale)
  - France : 5 mars 1975

## Distribution

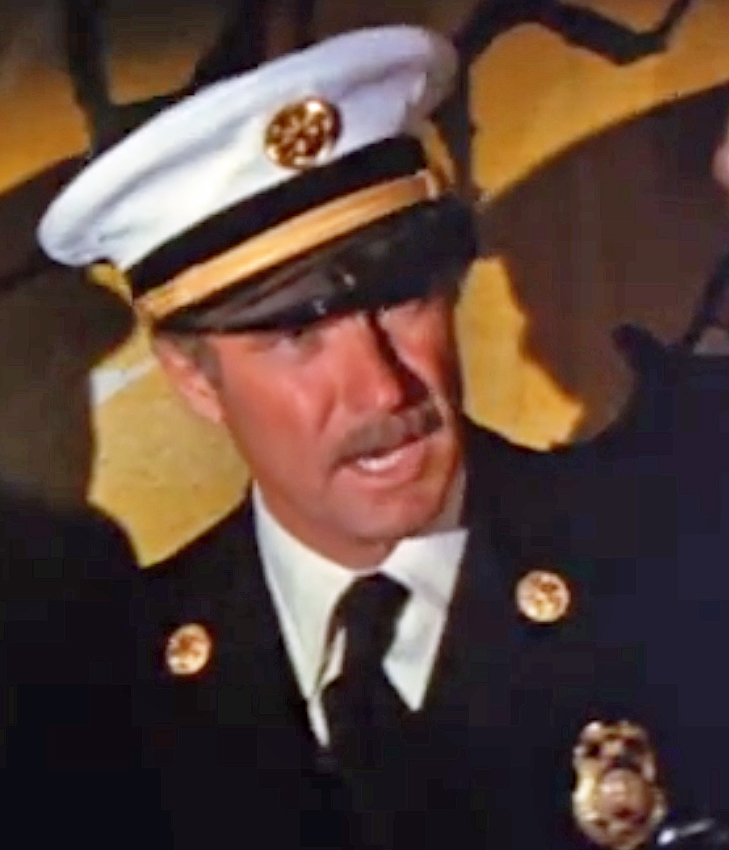
Dabney Coleman incarne l'un des chefs des pompiers de San Francisco.

Légende : Doublage de 1975 / Nouveau doublage en 2000
- Steve McQueen (VF : Jacques Thébault / Hervé Bellon) : Michael O'Hallorhan, le colonel des pompiers du 5e bataillon du San Francisco Fire Department
- Paul Newman (VF : Marcel Bozzuffi / Patrick Floersheim) : Douglas « Doug » Roberts, l'architecte du gratte-ciel
- William Holden (VF : Jean Martinelli / Bernard Woringer) : Jim Duncan, le promoteur
- Faye Dunaway (VF : Perrette Pradier / Véronique Augereau) : Susan Franklin, journaliste et fiancée de Doug Roberts
- Fred Astaire (VF : Claude Dauphin / Roger Carel) : Harlee Claiborne, un petit escroc
- Susan Blakely (VF : Béatrice Delfe / Véronique Desmadryl) : Patty Simmons, la fille de Jim Duncan
- Richard Chamberlain (VF : Dominique Paturel / Thierry Wermuth) : Roger Simmons, ingénieur électricien et époux infidèle de Patty
- Jennifer Jones (VF : Monique Mélinand / Françoise Pavy) : Lisolette Mueller, une riche veuve
- O. J. Simpson (VF : Sady Rebbot / Adrien Antoine) : Harry Jernigan, le chef de la sécurité
- Robert Vaughn (VF : Roger Rudel / Guy Chapellier) : le sénateur Gary Parker
- Robert Wagner (VF : Jean-Claude Michel / Jérôme Keen) : Dan Bigelow, le responsable des relations publiques
- Susan Flannery (VF : Marion Loran / Emmanuèle Bondeville) : Lorrie, secrétaire et maîtresse de Bigelow
- Sheila Mathews (VF : Jane Val / Nicole Evans) : Paula Ramsay, épouse du maire
- Norman Burton (VF : Jacques Deschamps / Richard Leblond) : Will Giddings, ingénieur électricien
- Jack Collins (VF : Georges Hubert / Gilles Brissac) : Robert Ramsay, le maire de San Francisco
- Don Gordon (VF : Claude Joseph / Fabien Jacquelin) : Kappy, capitaine des pompiers
- Felton Perry (VF : Serge Sauvion / Frédéric Popovic) : Scott, un pompier
- Gregory Sierra (VF : Éric Marchal) : Carlos, le barman
- Ernie F. Orsatti (VF : Lionel Tavera) : Mark Powers, pompier, collègue de Scott
- Dabney Coleman (VF : Jean Berger) : le premier chef-adjoint
- Norman Grabowski (VF : Michel Barbey / Pascal Casanova) : Flaker, l'officier de l'Aéronaval
- Ross Elliott : le second chef-adjoint
- Olan Soule (VF : Gérard Férat) : Mr. Johnson
- Carlena Gower (VF : Camille Donda) : Angela Allbright
- Mike Lookinland (VF : Jackie Berger) : Phillip Allbright
- Carol McEvoy : Mme Allbright, sourde-muette et mère de Phillip et d'Angela
- Scott Newman : le jeune pompier pris d'acrophobie
- Paul Comi (VF : Francis Lax) : Tim, un pompier
- George Wallace (VF : Georges Aubert / Jean-Michel Farcy) : Jack, l'officier-chef des pompiers
- John Crawford (VF : Roger Lumont / Thierry Murzeau) : Callahan, responsable de la maintenance électrique
- Erik L. Nelson (VF : Philippe Dumond) : Wes, agent de maintenance
- Patrick Culliton (VF : Jacques Richard) : un technicien de maintenance
- Elizabeth Rogers (VF : Paule Emanuele) : la dame dans la nacelle
- Art Balinger (VF : Albert Augier) : le speaker à l'inauguration
- William Bassett : l'agent de location
- Harry Hickox (VF : Georges Hubert / Jean-François Vlérick) : l'homme visitant l'appartement
- William Traylor : Bill Harton, agent de la sécurité, collègue de Harry (non crédité)
- Maureen McGovern : elle-même, la chanteuse à l'inauguration (We May Never Love Like This Again) (non créditée)

## Production

### Genèse et développement
Le scénario du film est la synthèse de deux romans, The Tower de Richard Martin Stern, et The Glass Inferno, de Thomas N. Scotia (en) et Frank M. Robinson, inspirés par la construction du World Trade Center au début des années 1970 et par ce qui pourrait arriver si un incendie important éclatait dans un gratte-ciel de ce genre. À la suite du succès de L'Aventure du Poséidon, la Warner achète les droits de The Tower pour 390 000 US $. Huit semaines plus tard, Irwin Allen de la 20th Century Fox achète ceux de The Glass Inferno pour 400 000 US $. Pour éviter que les deux films n'entrent en concurrence au box-office, les deux sociétés de production s'associent pour faire un film unique et payent chacune la moitié des coûts de production. Elles signent un contrat donnant à la Fox les recettes du film aux États-Unis et à la Warner celles provenant du reste du monde.
Le scénariste Stirling Silliphant crée le scénario en combinant les intrigues des deux romans. Par exemple, le nom de l'immeuble, la « Tour de verre », est issu des titres des romans.

### Attribution des rôles
Irwin Allen voulait d'abord confier le rôle de l'architecte à Steve McQueen. Celui-ci a insisté pour obtenir celui du chef des pompiers. Pour l'autre rôle, l'acteur suggère Clint Eastwood, Jack Nicholson ou encore Robert Redford. C'est finalement Paul Newman qui obtient le rôle. Bien qu'entretenant une amicale rivalité, McQueen et Newman avaient toujours envisagé de faire un film ensemble sans y parvenir jusque-là. Après l'échec de leur possible collaboration dans Butch Cassidy et le Kid en 1969 (c'est finalement Robert Redford qui jouera le rôle dévolu à McQueen), parvenir à les associer dans ce film-catastrophe à gros budget a nécessité de longues tractations. Steve McQueen ne fait aucune concession et exige notamment d'avoir le même nombre de lignes de dialogues dans le scénario et que son nom soit le plus en évidence sur l'affiche.
Pour son rôle du chef O'Halloran, Steve McQueen suit une formation de deux semaines auprès de pompiers professionnels. En mai 1974, il y eut un incendie aux studios Metro-Goldwyn-Mayer et McQueen fut le seul civil à se porter volontaire pour aider une centaine de pompiers participant à l'intervention.
Le rôle de Lisolette Mueller a d'abord été proposé à Olivia de Havilland. C'est Jennifer Jones qui l'a obtenu. Ce fut son dernier rôle au cinéma : après le suicide de sa fille en 1976, elle abandonne le cinéma pour se consacrer à la psychologie, en créant la Jennifer Jones Simon Foundation for Mental Health and Education.
Le fils de Paul Newman, Scott, tient le rôle d'un jeune pompier.
McQueen retrouve d'anciens partenaires de ses films comme Faye Dunaway (L'Affaire Thomas Crown), Robert Vaughn (Les Sept Mercenaires et Bullitt), Robert Wagner (L'Homme qui aimait la guerre) et Don Gordon (Bullitt et Papillon).

### Tournage
Le tournage a lieu du 9 mai au 11 septembre 1974. Il se déroule en Californie notamment dans le Fox Ranch de parc d'état de Malibu Creek (en), dans Fox Studios de Los Angeles, à San Francisco,.
Le bâtiment utilisé dans le film est en fait une série de maquettes en miniature. Seules les sections du bâtiment utilisées par les acteurs sont réelles. L'ascenseur panoramique de La Tour infernale est l'un de ceux du Hyatt Regency Hotel à San Francisco.
Malgré les réticences des producteurs, Steve McQueen et Paul Newman réalisent la plupart de leurs cascades dans le film. C'est notamment Newman, entre autres, qui descend et monte lui-même l'escalier déchiqueté par l'explosion. Entre les prises, les acteurs reçoivent des visites du public, à l'exception de Steve McQueen et Faye Dunaway, qui refusent. Le réalisateur John Guillermin déclarera par ailleurs que Newman et McQueen ont très bien travaillé et ont beaucoup participé au développement de leurs rôles.
Les producteurs ont remercié les départements du feu, les équipes de sapeurs pompiers et leurs chefs réciproques Keith P. Calden et Raymond M. Hill des villes de San Francisco et Los Angeles par la mention suivante au générique : « To those who give their lives so that other might live, to the fire fighters of the world, this picture is gratefully dedicated. » (« À ceux qui offrent leurs vies pour que d'autres puissent vivre, aux combattants du feu du monde, ce film est dédié avec reconnaissance. »).

### Musique
La musique du film est composée par John Williams. L'album contient également la chanson We May Never Love Like This Again, écrite par Al Kasha et Joel Hirschhorn et interprétée par Maureen McGovern. Celle-ci remporte l'Oscar de la meilleure chanson originale. L'album est édité en 1975 sur le label Warner Bros. Records. Un album plus complet sera édité en édition limitée en 2001. On peut par ailleurs entendre des éléments de The Morning After du film L'Aventure du Poséidon.
Liste des titres
1. Main Title (5:00)
2. An Architect's Dream (3:28)
3. Lisolette And Harlee (2:34)
4. Something For Susan (2:42)
5. Trapped Lovers (4:28)
6. We May Never Love Like This Again (2:11) – Al Kasha / Joel Hirschhorn, interprété par Maureen McGovern
7. Susan And Doug (2:30)
8. The Helicopter Explosion (2:50)
9. Planting The Charges / And Finale (10:17)

## Accueil

### Critique
Sur le site agrégateur de critiques Rotten Tomatoes, le film est crédité d'un score de 68 % d'avis favorables, sur la base de 37 critiques collectées et une note moyenne de 6,50 sur 10 ; le consensus du site indique : « Bien qu'il ne soit pas toujours suffisamment captivant pour justifier pleinement sa durée imposante, La Tour infernale est un spectacle explosif qui déroule son scénario catastrophe avec brio ». Sur Metacritic, il obtient une note moyenne pondérée de 68 sur 100, sur la base de 11 critiques collectées ; le consensus du site indique : « Avis généralement favorables ».
En France, la journaliste Marie Colmant de Télérama parle notamment d'un « archétype du film catastrophe dont Hollywood a la formule : une construction scénaristique béton bâtie sur un insupportable crescendo dramatique et une bonne dizaine de scènes clés censées marquer le spectateur. C’est à ces scènes clés qu’on reconnaît le vrai bon film catastrophe, et La Tour infernale est pour cela un modèle du genre [...] ».

### Box-office
Avec 116 000 000 $ de recettes, le film est le deuxième succès de l'année 1974 aux États-Unis, et restait en 2013 classé à la 54e place des plus grands succès américains de tous les temps, en tenant compte de l'inflation (dollars constants, ou « adjusted »), avec une recette de 494 074 000 $.
En France, c'est le plus gros succès de l'année 1975, avec un cumul de 4 466 376 entrées dont 765 477 à Paris et dans sa périphérie (162 494 entrées lors de la 1re semaine parisienne).
Les recettes brutes en salle dans le monde sont estimées à 230 000 000 $.

## Distinctions
Sauf indication contraire, les informations mentionnées dans cette section peuvent être confirmées par la base de données cinématographiques IMDb,  présente dans la section « Liens externes ».

### Récompenses
- Oscars 1975 :
  - Meilleure photographie pour Fred J. Koenekamp
  - Meilleur montage pour Carl Kress et Harold F. Kress
  - Meilleure chanson pour Al Kasha et Joel Hirschhorn (We May Never Love Like This Again)
- Golden Globes 1975 :
  - Meilleur acteur dans un second rôle pour Fred Astaire
  - Révélation féminine de l'année pour Susan Flannery
- BAFTA Awards 1976 :
  - Meilleur acteur dans un rôle secondaire pour Fred Astaire
  - Meilleure musique de film pour John Williams
- David di Donatello du meilleur film étranger en 1975
- Kinema Junpo Awards 1976 : Prix du meilleur film étranger

### Nominations
- Oscars 1975 :
  - Meilleur film pour Irwin Allen
  - Meilleur second rôle masculin pour Fred Astaire
  - Meilleure direction artistique pour William J. Creber, Ward Preston et Raphael Bretton.
  - Meilleure musique de film pour John Williams
  - Meilleur son pour Theodore Soderberg et Herman Lewis
- Golden Globes 1975 : Meilleure actrice dans un rôle secondaire pour Jennifer Jones

## Postérité
Avant leur célèbre Y a-t-il un pilote dans l'avion ? (1980), qui battra en brèche tous les poncifs du film catastrophe, le trio Zucker-Abrahams-Zucker s'était déjà livré à une première parodie visant plus directement La Tour infernale : il s'agit du sketch  « This is Armageddon » issu de leur anthologie comique Hamburger film sandwich, réalisée en 1977 par John Landis. On y trouvait ironiquement George Lazenby « dans le rôle de l'architecte » et Donald Sutherland « dans celui du serveur maladroit ».
Par ailleurs, le film a inspiré l'écrivain Roderick Thorp pour l'écriture de son roman Nothing Lasts Forever (1979). Celui-ci sera ensuite adapté pour le film Piège de cristal avec Bruce Willis.
Le film est également parodié dans le film français La Tour Montparnasse infernale (2001).